# Classical
Classical — сольный студийный альбом гитариста хеви-метал группы Accept Вольфа Хоффманна, вышедший в 1997 году. Диск содержит аранжировки на знаменитые классические музыкальные композиции, выполненные в стиле рок и хеви-метал.

## Список композиций
| №   | Название                           | Длительность |
| --- | ---------------------------------- | ------------ |
| 1.  | «Prelude»                          | 1:25         |
| 2.  | «In The Hall Of The Mountain King» | 3:14         |
| 3.  | «Habanera»                         | 5:14         |
| 4.  | «Arabian Dance»                    | 5:14         |
| 5.  | «The Moldau»                       | 4:54         |
| 6.  | «Bolero»                           | 8:17         |
| 7.  | «Blues For Elise»                  | 4:02         |
| 8.  | «Aragonaise»                       | 4:27         |
| 9.  | «Solveig's Song»                   | 3:45         |
| 10. | «Western Sky»                      | 4:26         |
| 11. | «Pomp & Circumstance»              | 3:42         |

## Участники записи
- Вольф Хоффманн — гитара
- Петер Балтес — бас-гитара на 11-м треке
- Mike Brignardello — бас-гитара на треках 2, 3, 5, 7 и 9
- Michael Cartellone — ударные
- Larry Hall — фортепиано на 11-м треке
- W. Anthony Joyner — бас-гитара на 10-м треке
- Купер, Эл — орган Хаммонда модели B3